# مارتن غروفر
مارتن غروفر (بالإنجليزية: Martin Grover)‏ هو قاضي ومحامي وسياسي أمريكي، ولد في 20 أكتوبر 1811، وتوفي في 23 أغسطس 1875. حزبياً، نشط في الحزب الديمقراطي. وقد انتخب عضو مجلس النواب الأمريكي.